# Bastilla aellora
Bastilla aellora är en fjärilsart som beskrevs av Edward Meyrick 1902. Bastilla aellora ingår i släktet Bastilla och familjen nattflyn. Inga underarter finns listade i Catalogue of Life.